# Allée Léon-Bourgeois
L’allée Léon-Bourgeois est une voie du 7e arrondissement de Paris, en France.

## Situation et accès
L’allée Léon-Bourgeois est une voie publique piétonne située dans le 7e arrondissement de Paris. Elle débute au 67 bis, quai Branly et se termine au 2, avenue Octave-Gréard.

## Origine du nom

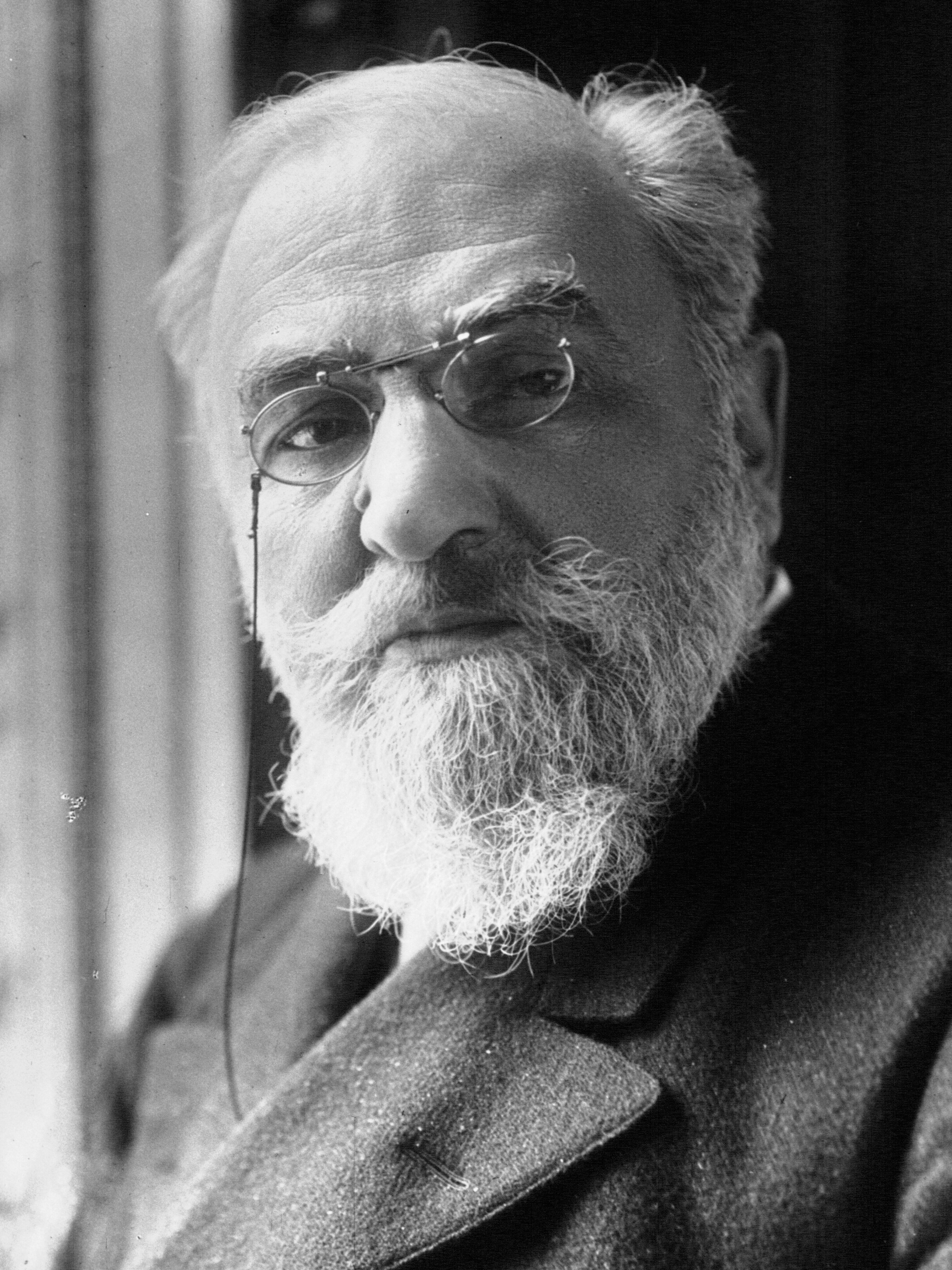
Léon Bourgeois, en 1917.

Cette voie porte le nom de Léon Bourgeois (1851-1925), homme politique français.

## Historique
Cette allée du parc du Champ-de-Mars, ouverte en 1907, porte depuis un arrêté du 10 août 1926 le nom d'« allée Léon-Bourgeois ».

## Bâtiments remarquables et lieux de mémoire
L'allée longe un ensemble d'immeubles de style Art déco appelé « îlot Chirac » ou, antérieurement, « îlot Branly », construit au début du XXe siècle et propriété depuis lors de la famille des descendants de Christophe-Philippe Oberkampf, couvrant une surface de plus de 10 000 m2 et comptant une soixantaine d’appartements. L’ensemble est vendu en 2024 à un investisseur français pour un montant de 170 millions d’euros (soit 17 000 euros le m²).